# Васильев, Герард Вячеславович
Гера́рд Вячесла́вович Васи́льев (род. 24 сентября 1935, на острове Мудьюг, Архангельской области, РСФСР, СССР) — советский и российский артист оперетты, народный артист РСФСР (1981). Президент фонда по сохранению и развитию жанра оперетты, президент конкурса молодых артистов оперетты «ОпереттаLand». Член партии «Единая Россия».

## Биография
Родился 24 сентября 1935 года на гидрометеорологической станции Мудьюг на одноименном острове Архангельской области, в семье метеорологов Архангельского управления гидрометеорологической службы (Архангельского УГМС) Вячеслава Константиновича Васильева и Татьяны Николаевны Тургеневой.  
В 1938 году его родители  переехали в Архангельск, где им была предоставлена квартира в Соломбале. Вячеслав Константинович работал начальником морского отдела, начальником сектора снабжения Архангельского УГМС.  
В 1938 году в их семье родился второй сын – Анатолий. Когда началась Великая Отечественная война Вячеслава Константиновича в 1942 году призвали на фронт, а его жена Татьяна Николаевна была вынуждена вместе с детьми выехать из Архангельска и работать наблюдателем гидрометеорологической станции Инцы. В конце 1942 года она умерла, в 1943 году пропал без вести её муж В.К.Васильев.  
Герарда с братом Анатолием забрала бабушка — мама отца, в Горький. В 1944 году бабушка привела его в Горьковское Суворовское училище. В училище Васильев участвовал в художественной самодеятельности, был запевалой в строю. 
После Суворовского училища поступил в Общевойсковое военное училище им. Верховного Совета РСФСР, где продолжал петь, участвовал в художественной самодеятельности училища. На четвёртый год обучения Васильева перевели в Ленинград на Центральные автомобильно-тракторные офицерские курсы, где через год и два месяца получил лейтенантское звание и диплом техника-механика по эксплуатации и ремонту автомобилей и тракторов. 
В 1958 году Васильев поступил на вечернее отделение вокального факультета Ленинградской государственной консерватории. Ему разрешили учиться в консерватории, одновременно зачислив в штат Ленинградского гарнизона. Два с половиной года он служил офицером (лейтенантом) и учился, но в 1960 году по сокращению был уволен с военной службы. Васильев продолжил учиться в консерватории, параллельно работая в Ленинградском доме моделей, благодаря чему побывал во многих городах СССР и за рубежом.
В 1967 году окончил Ленинградскую государственную консерваторию по классу вокала и был принят в труппу Новосибирского театра музыкальной комедии, где за восемь месяцев работы сыграл шесть главных ролей. 
В 1968 году он был приглашен Георгием Ансимовым в Московский театр оперетты, где служит по настоящее время.
В 2003 году стал членом партии «Единая Россия».

## Семья
Отец — Вячеслав Константинович Васильев (?-1943), метеоролог, погиб на фронте.
Мать — Татьяна Николаевна Тургенева (1915-1942), метеоролог.
Брат — Анатолий Вячеславович Васильев (род. 1938), певец (бас-баритон). В 1964 году окончил Ленинградскую консерваторию. Солист оперной студии Ленинградской консерватории, Латвийского театра оперы и балета. Совершенствовался в Италии. Выступал как концертирующий певец. Доцент кафедры хорового дирижирования Санкт-Петербургской государственной консерватории имени Н. А. Римского-Корсакова. Заслуженный артист Латвийской ССР (1970), Заслуженный артист России.
Первая жена — ?
- Сын — Вячеслав Герардович Васильев (род. 1968), артист.

Вторая жена — Лидия, умерла в 1994 г.
Третья жена (с 1998 г.) — Жанна Эдуардовна Жердер (род. 1968), актриса, певица, режиссёр-постановщик Московского театра оперетты, Заслуженная артистка России.
- Сын — Сергей Герардович Васильев (род. 2004), артист оперетты.

## Театральные работы
Эдвин («Сильва» И. Кальмана)
Мистер Икс («Принцесса цирка» И. Кальмана) 
Тассило («Марица» И. Кальмана)
Граф Данила («Веселая вдова» Ф. Легара)
Рене («Граф Люксембург» Ф. Легара) 
Дюруа («Фиалка Монмартра» И. Кальмана)
Янго («Вольный ветер» И. Дунаевского)
Токмаков («Девичий переполох» Ю. Милютина)
Айзенштейн («Летучая мышь» И. Штрауса)
Сирано де Бержерак («Неистовый гасконец» Кара Караева) 
Альдемаро («Эспаньола» А. Кремера) 
Михаил Яровой («Товарищ Любовь» Вадима Ильина) 
Аверин («Севастопольский вальс» К. Листова) 
Кречинский («Свадьба Кречинского» А. Колкера) 
Лефевр («Катрин» А. Кремера) 1985
Дон Хуан («Только не это, сеньор Хуан!» О. Анофриева) 
Реджинальд Фрошибер («Джейн» А. Кремера) 
Александр («Прощай, Эдвин» И. Кальмана) 
Орловский («Летучая мышь» И. Штрауса)
Ферри («Сильва» И. Кальмана)
Граф Теодор Айзенберг («Фея карнавала» И. Кальмана)
Цезарь («Цезарь и Клеопатра» А. Журбина)
Король Артур («Король Артур» Г. Шайдуловой, 2020)

## Роли в кино
- 1975 — «Девичий переполох» (фильм-спектакль по одноимённой оперетте Юрия Милютина) — Юрий Токмаков, дьяк
- 1975 — «Граф Люксембург» (фильм-спектакль по одноимённой оперетте Франца Легара) — Рене фон Люксембург (образ и вокал; озвучивание речи выполнено кем-то другим)
- 1976 — «Сильва — Княгиня чардаша» (фильм-спектакль)
- 1977 — «Эспаньола, или Лопе де Вега подсказал…» (фильм-спектакль)
- 1979 — «Ганна Главари» — граф Данило (образ и вокал; озвучивание речи выполнено кем-то другим)
- 1980 — «Роли, которые нас выбирают» (фильм-спектакль)
- 1983 — «Помнишь ли ты?...» (фильм-спектакль)
- 1985 — «Вас приглашает оперетта» — Тасилло («Марица» И. Кальмана)

## Награды и премии
- Заслуженный артист РСФСР (29 мая 1974 года) — за заслуги в области советского музыкального искусства[2].
- Народный артист РСФСР (4 ноября 1981 года) — за заслуги в области советского музыкального искусства[3].
- Орден Дружбы (5 августа 1995 года) — за заслуги перед государством и многолетнюю плодотворную деятельность в области искусства и культуры[4]
- Орден Почёта (6 сентября 2001 года) — за многолетнюю плодотворную деятельность в области культуры и искусства, большой вклад в укрепление дружбы и сотрудничества между народами[5]
- Медаль «За укрепление боевого содружества» (2003) — за заслуги в укреплении боевого содружества, активную работу по военно-патриотическому воспитанию молодёжи
- Орден «За заслуги перед Отечеством» IV степени (1 августа 2005 года) — за большой вклад в развитие музыкального искусства и многолетнюю творческую деятельность [6]
- Орден «За заслуги перед Отечеством» III степени (25 сентября 2010 года) — за большой вклад в развитие отечественного музыкального искусства и многолетнюю творческую деятельность[7]
- Почётная грамота Президента Российской Федерации (26 августа 2016 года) — за заслуги в развитии культуры и искусства, многолетнюю плодотворную деятельность[8]
- Специальная премия «Золотая маска» «За выдающийся вклад в развитие театрального искусства» (2020)[9].
- Орден Александра Невского (5 июня 2021 года) — за заслуги в развитии отечественной культуры и искусства, многолетнюю плодотворную деятельность[10]
- Специальный приз премии «Хрустальная Турандот» в номинации «За честь, достоинство и служение театру»[11]